# Henk Rogers

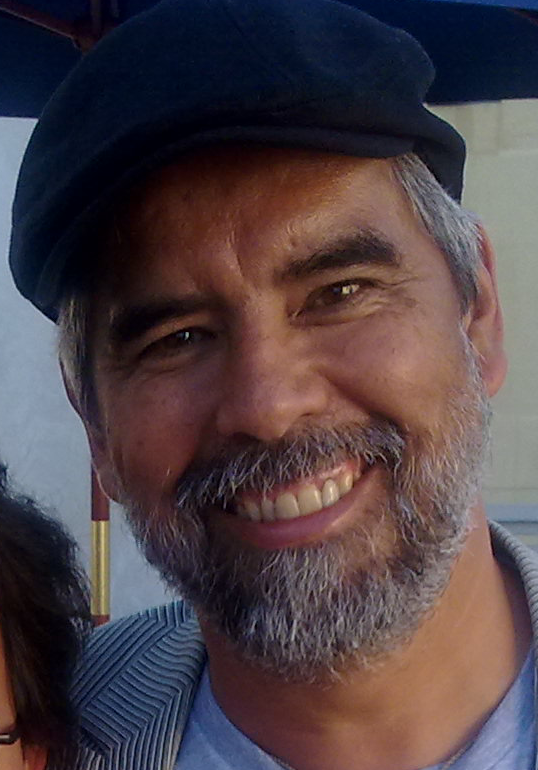
Henk Rogers

Henk Rogers (* 1953 in den Niederlanden) ist ein niederländischer Computerspiele-Entwickler und Unternehmer. 

## Leben und Arbeit
Rogers kam mit elf Jahren nach New York, wo er die Oberschule besuchte, ehe er Informatik an der Universität von Hawaii studierte. Ende der 1970er Jahre zog er nach Japan und gründete 1983  mit Bullet-Proof Software sein erstes Unternehmen. Er entwickelte dann mit The Black Onyx das erste japanische Computer-Rollenspiel. Rogers ist Gründer und Inhaber der Computerspielefirma Blue Planet Software. Das ebenfalls von ihm gegründete Unternehmen Blue Lava Wireless LLC verkaufte er 2005 für etwa 137 Millionen US-Dollar an Jamdat. Sein Unternehmen The Tetris Company vermarktet die Rechte um Tetris.

## Tetris
Besonders in Erscheinung trat Rogers bei dem Kampf um die Vergabe der Lizenzen für das Computerspiel Tetris, welchen er für sein Unternehmen entscheiden konnte. 
Er entdeckte das Spiel 1988 bei einer Computermesse auf dem Stand von Atari Games und brachte es nach Japan zu Nintendo, wo man mit der Entwicklung einer eigenen Version begann und sie verkaufte. Seine Freundschaft zu Alexei Leonidowitsch Paschitnow, dem Erfinder von Tetris, ermöglichte ihm den Erwerb der Lizenz für Spielekonsolen (diese Lizenz sicherte die höchsten Umsätze) vom damaligen russischen Staatsunternehmen ELORG. 1990 half er Paschitnow dabei, aus Russland in die USA auszuwandern, wo dieser mit AnimaTek ein Computergrafik-Unternehmen gründete. 1996 gingen die Rechte an Tetris an Paschitnow zurück und Rogers zog von Japan nach Hawaii, wo er das Unternehmen Blue Planet Software gründete.
In dem Spielfilm Tetris aus dem Jahr 2023 wird er von Taron Egerton dargestellt.